# 科爾寧
50°5′2″N 29°32′15″E / 50.08389°N 29.53750°E

建于1898年的水磨坊

科爾寧（烏克蘭語：Корнин），是烏克蘭北部日托米爾州日托米爾區科尔宁市镇内的市级鎮及其行政中心。處於伊爾平河畔，始建於1550年，面積8平方公里，海拔高度202米，2014年人口2,283，人口密度每平方公里300.9人。